# رئول ویلیامز
رئول ویلیامز (به انگلیسی: Reuel Williams) سناتور سابق عضو حزب دموکرات ایالات متحده آمریکا بود. وی در سال ۱۸۳۷ تا ۱۸۴۳ میلادی سناتور ایالت کنتاکی در سنای ایالات متحده آمریکا بود.